# أبو نصر السراج
أبو نصر عبد الله السراج الطوسي (توفي 378 هـ / 988 م) هو زاهد. كان شيخ الصوفية، على طريقة السنة. ملقب بطاووس الفقراء وتنقل بين بلاد كثيرة، منها: القاهرة، وبغداد، ودمشق، والرملة، ودمياط، والبصرة، وتبريز، ونيسابور.

## آثاره
له كتاب: « اللمع في التصوف »، وهو بمثابة موسوعة في تاريخ التصوف الإسلامي وطبقات الصوفية وعلومهم ومصطلحاتهم وأقوالهم وأحوالهم. ويعد أستاذاً للهجويري مؤلف « كشف المحجوب »، ولأبي عبد الرحمن السلمي مؤلف « طبقات الصوفية » الذي تتلمذ عليه القشيري صاحب « الرسالة القشيرية ».